# بنک آو امریکا سنتر

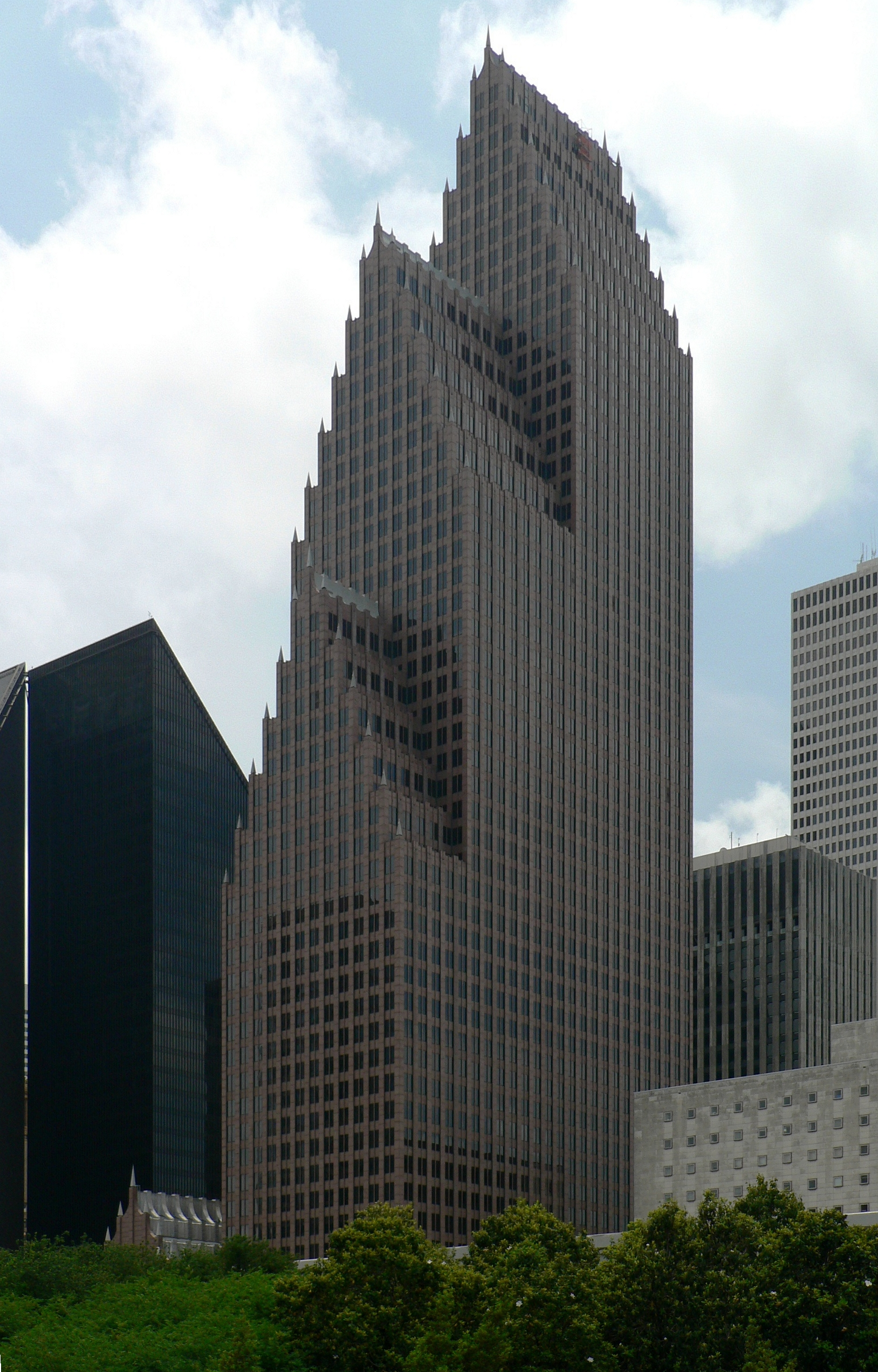

بنک آو امریکا سنتر (به انگلیسی: Bank of America Center) نام یک برج مرتفع در هیوستون در تگزاس است.
این برج در ۱۹۸۴ ساخته گردید، و ۲۳۶ متر ارتفاع دارد، که در سال ۲۰۰۹ هفتمین برج بلند تگزاس بود.
معماران این برج پَسا-نوگرایانه، فیلیپ جانسون و جان بورگی هستند.
شعبه مرکزی بانک آو آمریکا در هیوستون در اینجا قرار دارد.

## نگارخانه

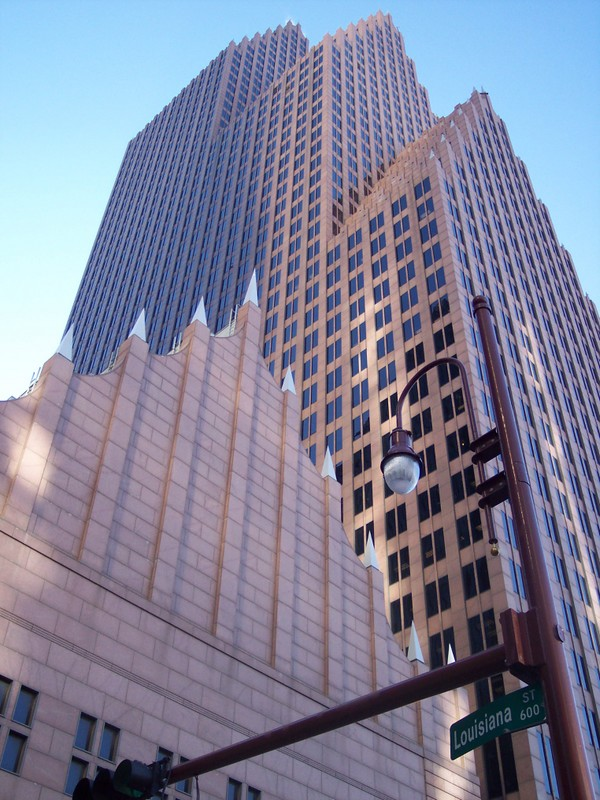
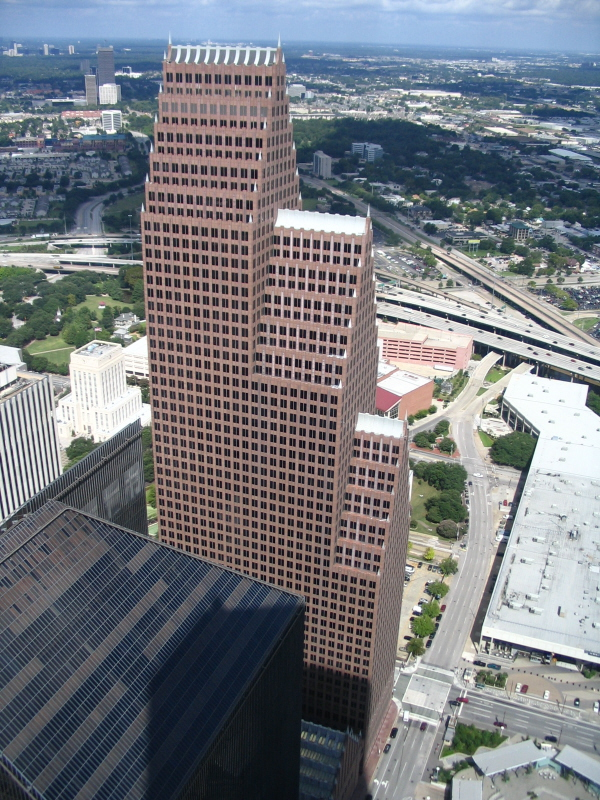